# Phoradendron mathewsii
Phoradendron mathewsii är en sandelträdsväxtart som beskrevs av Trelease. Phoradendron mathewsii ingår i släktet Phoradendron och familjen sandelträdsväxter. Inga underarter finns listade i Catalogue of Life.